# Predrag Đorđević
Predrag Đorđević (en serbio: Предраг Ђорђевић), también conocido como Predrag Djordjevic por su transliteración al inglés, es un exfutbolista serbio, se desempeñaba como volante izquierdo.
Đorđević jugó durante 13 años seguidos en el Olympiacos FC siendo uno de los máximos ídolos de la historia del club de El Pireo. También jugó para las selecciones de Yugoslavia, Serbia y Montenegro y Serbia. Era tal su popularidad y veteranía en 2005 que se barajó la posibilidad de que apareciese en la portada del videojuego Pro Evolution Soccer 5 en lugar del mismísimo Thierry Henry, honor con el que han sido galardonados balompedistas de la enjundia de Celades, Karpin y Finidi.  

## Clubes
| Club                      | País       | Año         |
| ------------------------- | ---------- | ----------- |
| FK Radnički Kragujevac    | Yugoslavia | 1990 - 1991 |
| Estrella Roja de Belgrado | Yugoslavia | 1991 - 1992 |
| Spartak Subotica          | Yugoslavia | 1992 - 1993 |
| Paniliakos FC             | Grecia     | 1993 - 1996 |
| Olympiacos FC             | Grecia     | 1996 - 2009 |

## Palmarés
Olympiacos FC
- Super Liga de Grecia: 1996-97, 1997-98, 1998-99, 1999-00, 2000-01, 2001-02, 2002-03, 2004-05, 2005-06, 2006-07, 2007-08, 2008-09
- Copa de Grecia: 1999, 2005, 2006, 2008, 2009
- Supercopa de Grecia: 2007

- Datos: Q448099
- Multimedia: Predrag Đorđević / Q448099